# Whitley (motorfiets)
Whitley is een historisch Brits merk van motorfietsen en inbouwmotoren.
De bedrijfsnaam was: Whitley Motor Co., Coventry.
Whitley bouwde al vanaf 1902 enkele jaren lang motorfietsen met eigen 2¾-en 3½ pk eencilinder-zijklepmotoren. Deze motorblokken werden ook aan andere merken als inbouwmotor verkocht. Dat was in die tijd vrij zeldzaam, want tot 1905 stond de ontwikkeling van verbrandingsmotoren in het Verenigd Koninkrijk nog in de kinderschoenen. Men kocht in het algemeen motoren op het Europese vasteland, met name in België en Frankrijk, en dat waren meestal nog kop/zijklepmotoren. Zijklepmotoren waren moderner. 